# Linea Blu (metropolitana di Bangkok)
La linea Chaloem Ratchamongkhon, meglio conosciuta come linea Blu, è una linea della metropolitana di Bangkok, capitale della Thailandia. È stata la prima ad entrare in funzione nel Paese e il primo tratto fu inaugurato nel 2004. Compie un anello intorno alla città e dalla zona di sud-ovest parte un prolungamento fino alla stazione di Lak Song, nel distretto di Bang Khae. La linea è stata completata nel luglio del 2019 e, dopo due mesi di prova, il prolungamento è stato ufficialmente inaugurato nel settembre successivo.

## Storia
La costruzione ebbe inizio il 19 novembre 1996, il progetto subì molti ritardi a causa della crisi economica thailandese del 1997 e per i problemi derivanti dalla natura del terreno paludoso cittadino. Fu inaugurata il 3 luglio 2004 dal re Bhumibol Adulyadej e dalla regina Sirikit, tuttavia già da aprile era stata aperta in alcuni periodi. La metropolitana ebbe inizialmente un buon successo che andò scemando dopo poco tempo, attestandosi su una media di 180.000-200.000 utenti giornalieri (contro la previsione di 400.000) nonostante l'abbattimento dei prezzi da 12-38 baht a 10-15 baht. In seguito i prezzi salirono e nel luglio del 2016 variavano dai 16 ai 40 baht per gli adulti e la metà per bambini e anziani.
Al momento dell'inaugurazione della linea viola, il 6 agosto 2016, il prolungamento di circa 1,2 chilometri della linea blu fino al capolinea di Tao Poom della linea viola non era ancora stato completato e gli utenti dovettero per un periodo trasferirsi con degli autobus navetta tra la stazione di Bang Sue della linea blu e la stazione di Tao Poon della linea viola, distanti circa 1,2 chilometri. Il tratto mancante, che fa parte della linea blu, fu inaugurato l'11 agosto 2017. Per completare la linea mancava tutto il tratto a est del fiume Chao Phraya, nel grande agglomerato di Thonburi.
Il prolungamento a est, avente uno sviluppo di 28 km, comprendeva la costruzione di 19 nuove stazioni; fu completato nel luglio del 2019 e, dopo due mesi di prova, venne ufficialmente inaugurato nel settembre successivo. Con la sua realizzazione furono aggiunti 35 convogli di tre carrozze ciascuno e il trasporto giornaliero della Linea Blu arrivò a 500 000 passeggeri.

## Operazioni
La linea Blu è lunga circa 48 km ed è servita da 38 stazioni. Il servizio può trasportare fino a 500.000 passeggeri al giorno ed è svolto da una flotta di 54 convogli di tipo Modular System della Siemens, che raggiungono gli 80 km/h. I 35 convogli aggiunti dopo il completamento della linea nel luglio 2019 sono i Modular System di seconda generazione. La linea parte dalla piattaforma superiore della stazione di Tha Phra, nel distretto Bangkok Yai di Thonburi, si sviluppa in sopraelevata dirigendosi verso nord fino alla stazione di Bang O. Curva quindi verso est, attraversa il Chao Phraya e ferma alle stazioni di Bang Pho e Tao Poon nel distretto di Bang Sue. Scende quindi sottoterra e segue la strada Kamphaeng Phet, curva a nord lungo la Phahon Yothin e poi a est lungo la strada Lat Phrao. Si dirige quindi a sud lungo la strada Ratchadaphisek fino alla stazione QSNCC e curva a ovest seguendo la strada Rama IV. Passa sotto alla stazione di Hua Lamphong delle Ferrovie di Stato e prosegue verso ovest passando il fiume Chao Phraya con una galleria sotterranea. Esce quindi in sopraelevata e alla stazione di Tha Phra completa l'anello, ferma però alla piattaforma inferiore della stazione e prosegue nel prolungamento di sud-ovest lungo la Statale Phetkasem fino alla stazione di Lak Song station nel distretto di Bang Khae.
Ha interscambi con i treni sopraelevati Bangkok Skytrain della linea Silom alle stazioni di Si Lom e di Bang Wa, con quelli della linea Sukhumvit alle stazioni di Sukhumvit, Phahon Yothin	e Chatuchak. Alla stazione di Tao Poom vi è l'interscambio con la linea Viola della metropolitana. Altri collegamenti importanti sono quelli con le Ferrovie di Stato alla stazione di Bang Sue, la stazione centrale Hua Lamphong e la stazione di Bang Khun Non si trova nei pressi della stazione di Thonburi delle Ferrovie di Stato. Alla stazione di Phetchaburi c'è il collegamento con l'Airport Rail Link. Vi sono due depositi dei treni, il primo si trova nel distretto di Huai Khwang, tra le stazioni di Phra Ram 9 e Thailand Cultural Centre. Il secondo è nel distretto di Chom Thong, nei pressi della stazione Phetkasem 48.
Tutti gli ingressi delle stazioni sono elevati di un metro dal piano stradale per evitare che le frequenti inondazioni che affliggono Bangkok raggiungano le gallerie. Tutte le stazioni sono dotate di ascensori e rampe per consentire l'accesso ai passeggeri in sedia a rotelle. Per ragioni di sicurezza, le banchine sono separate dai binari da schermi di protezione e porte a scorrimento automatico che si aprono solo a convoglio fermo. Oltre al personale di controllo di servizio sulle banchine, sono installate telecamere a circuito chiuso. Ogni convoglio è costituito da 2 locomotrici ed una carrozza centrale.

## Mappa

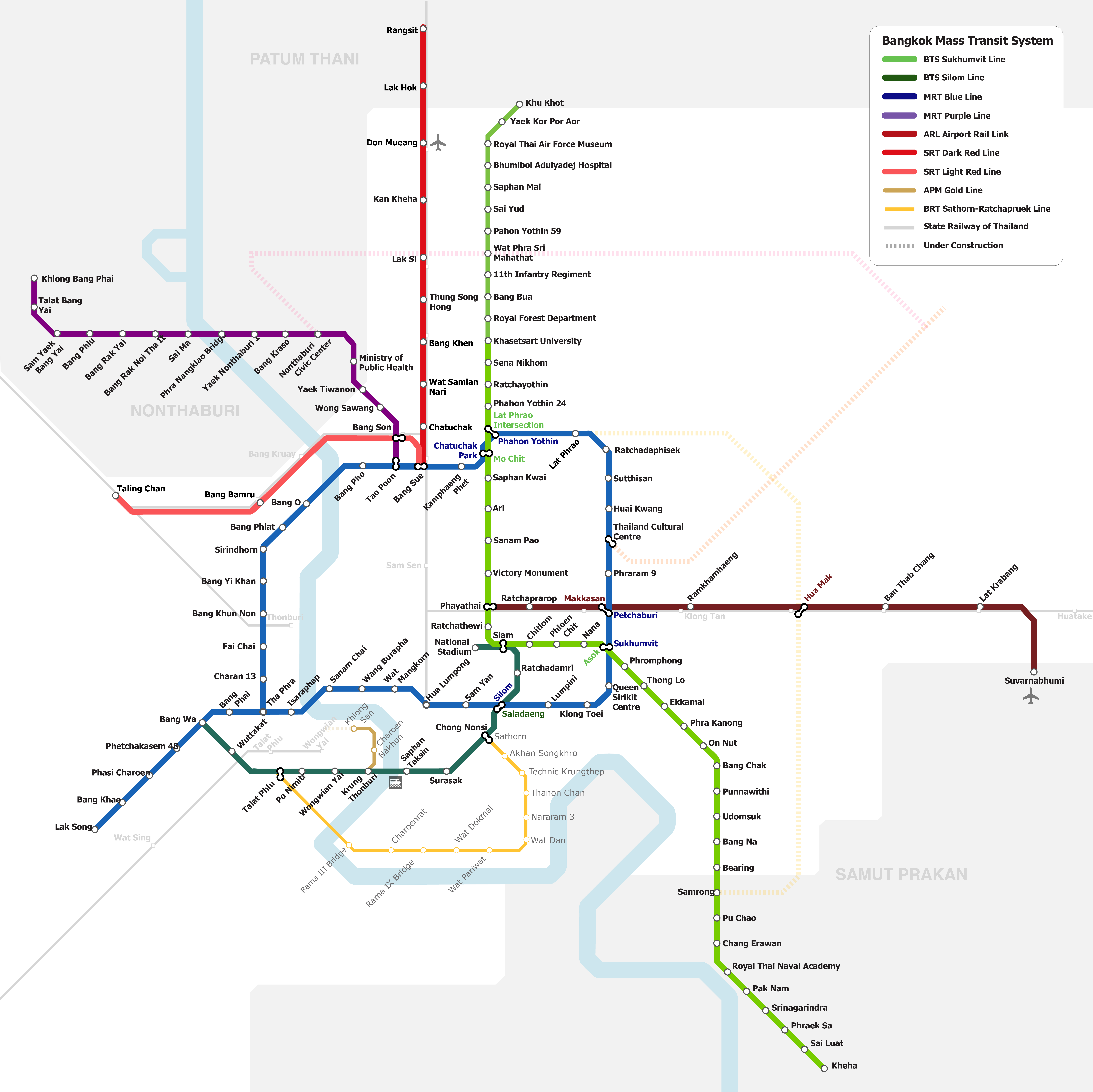

## Fermate
| Codice | Stazione                                             | Collegamenti                                  |
| ------ | ---------------------------------------------------- | --------------------------------------------- |
| BL01-U | Stazione di Tha Phra                                 | Linea Blu (tratto verso sud-ovest)            |
| BL02   | Stazione di Charan 13                                |                                               |
| BL03   | Stazione di Fai Chai                                 |                                               |
| BL04   | Stazione di Khun Non                                 | Ferrovie di Stato (Charansanitwong Halt)      |
| BL05   | Stazione di Bang Yi Khan                             |                                               |
| BL06   | Stazione di Sirindhorn                               |                                               |
| BL07   | Stazione di Bang Phlat                               |                                               |
| BL08   | Stazione di Bang O                                   |                                               |
| BL09   | Stazione di Bang Pho                                 | Chao Phraya Express Boat                      |
| BL10   | Stazione di Tao Poom                                 | Linea Viola                                   |
| BL11   | Stazione di Bang Sue                                 |                                               |
| BL12   | Stazione di Kamphaeng Phet                           |                                               |
| BL13   | Stazione di Chatuchak Park                           | Linea Sukhumvit                               |
| BL14   | Stazione di Phahon Yothin                            | Linea Sukhumvit                               |
| BL15   | Stazione di Lat Phrao                                |                                               |
| BL16   | Stazione di Ratchadaphisek                           |                                               |
| BL17   | Stazione di Sutthisan                                |                                               |
| BL18   | Stazione di Huai Khwang                              |                                               |
| BL19   | Stazione di Thailand Cultural Centre                 |                                               |
| BL20   | Stazione di Phra Ram 9                               |                                               |
| BL21   | Stazione di Phetchaburi                              | Airport Rail Link                             |
| BL22   | Stazione di Sukhumvit                                | Linea Sukhumvit                               |
| BL23   | Stazione di Queen Sirikit National Convention Centre |                                               |
| BL24   | Stazione di Khlong Toei                              |                                               |
| BL25   | Stazione di Lumphini                                 |                                               |
| BL26   | Stazione di Si Lom                                   | Linea Silom                                   |
| BL27   | Stazione di Sam Yan                                  |                                               |
| BL28   | Stazione di Hua Lamphong                             | Stazione Hua Lamphong della Ferrovia di Stato |
| BL29   | Stazione di Wat Mangkon                              |                                               |
| BL30   | Stazione di Sam Yot                                  |                                               |
| BL31   | Stazione di Sanam Chai                               | Chao Phraya Express Boat                      |
| BL32   | Stazione di Itsaraphap                               |                                               |
| BL01-L | Stazione di Tha Phra                                 | Linea Blu (sezione nord)                      |
| BL33   | Stazione di Bang Phai                                |                                               |
| BL34   | Stazione di Bang Wa                                  | Linea Silom                                   |
| BL35   | Stazione di Phetkasem 48                             |                                               |
| BL36   | Stazione di Phasi Charoen                            |                                               |
| BL37   | Stazione di Bang Khae                                |                                               |
| BL38   | Stazione di Lak Song                                 |                                               |